# Victor Egger
Pour les articles homonymes, voir Egger.
Victor Émile Egger, né le 14 février 1848 à Paris et mort le 19 février 1909 dans la même ville, est un philosophe de l'école éclectique, psychologue et épistémologue français.

## Biographie
Il est le fils aîné du professeur de littérature grecque Émile Egger et le petit-fils de l'helléniste Félix Désiré Dehèque.
Il entre à l'École normale supérieure en 1867, sort premier de l'agrégation de philosophie en 1872 et obtient un doctorat de lettres en 1881. Il est l'élève de Félix Ravaisson, Albert Lemoine et Charles Renouvier. Après avoir été professeur de philosophie au lycée de Bastia en 1871 et d’Angers de 1872 à 1877, puis maître de conférences à la faculté de Bordeaux, et enfin professeur à la faculté de Nancy à partir de 1882, il enseigna la philosophie en tant que chargé de cours en 1893 puis en tant que professeur adjoint en 1902 à la Faculté des lettres de Paris. Il est notamment le professeur du jeune Marcel Proust à la Sorbonne entre 1893 et 1895 et le collègue de Henri Bergson, Ernest Renan et Paul Janet. C'est en 1904 qu'il devient professeur de philosophie et de psychologie dans cette université.
Il a collaboré avec différentes revues telles que la Revue des Deux Mondes, la Revue philosophique ou encore le Dictionnaire encyclopédique des sciences médicales.

## Postérité
En 1975, le psychiatre américain Raymond Moody décrit les premières expériences de mort imminente répertoriées, sous le nom de Near Death Experience (NDE), sans faire référence à une expression déjà proposée par Victor Egger en 1896 dans Le moi des mourants.

En Italie, sa pensée a été introduite par Riccardo Roni, qui a écrit plusieurs livres sur Egger et traduit certains de ses écrits comme Le moi des mourants.

## Œuvres
- 1874 : Du rôle moral de l'enseignement philosophique
- 1877 : La physiologie cérébrale et la psychologie
- 1877 : Le principe psychologique de la certitude scientifique
- 1880 : La naissance des habitudes
- 1881 : La parole intérieure : essai de psychologie descriptive: thèse présentée à la Faculté des lettres de Paris
- 1896 : Le moi des mourants, Revue Philosophique, XLI : 26-38  http://carnets2psycho.net/theorie/classique36.html
- 1890 : Science ancienne et science moderne